# گرولفینگن
گرولفینگن (به آلمانی: Gerolfingen) یک شهر در آلمان است که در آنسباخ واقع شده‌است.